# Franco Acosta
Franco Acosta Machado (Montevideo, 5 marzo 1996 – Pando, 6 marzo 2021) è stato un calciatore uruguaiano, di ruolo attaccante.

## Caratteristiche tecniche
Giocava come centravanti.

## Carriera

### Club
Cresciuto nel settore giovanile del Fénix, debutta in prima squadra il 23 novembre 2013 in occasione dell'incontro di Primera División Profesional perso 1-0 contro il Liverpool (M); realizza la sua prima rete il 16 febbraio seguente, nella trasferta vinta 3-0 contro il Racing Montevideo. Il 19 gennaio 2015 viene acquistato dal Villarreal, con cui firma un contratto di cinque anni e mezzo; con il submarino amarillo gioca esclusivamente nella squadra B dove nell'arco di tre stagioni gioca 56 presenze in Segunda División B realizzando 8 reti. A gennaio 2018 passa in prestito al Racing Santander dove gioca 8 incontri, principalmente da subentrato, segnando una rete; seguono due prestiti in patria prima al Boston River poi al Plaza Colonia dopodiché, scaduto il contratto, si accorda a parametro zero con l'Atenas.

### Nazionale
Nel 2015 con la nazionale under-20 uruguaiana ha preso parte al Campionato sudamericano ed al mondiale di categoria.

## Morte
ll 6 marzo 2021, dopo aver compiuto 25 anni, scompare tra le acque del torrente Arroyo nei pressi di Pando, nel dipartimento di Canelones, mentre tentava di attraversare il corso d'acqua in compagnia del fratello. Il suo corpo senza vita viene ritrovato due giorni dopo dalle autorità uruguaiane.

## Statistiche
Statistiche aggiornate al 8 marzo 2021.

### Presenze e reti nei club
| Stagione            | Squadra             | Campionato          | Campionato | Campionato | Coppe nazionali | Coppe nazionali | Coppe nazionali | Coppe continentali | Coppe continentali | Coppe continentali | Altre coppe | Altre coppe | Altre coppe | Totale | Totale | Totale |
| Stagione            | Squadra             | Comp                | Pres       | Reti       | Comp            | Pres            | Reti            | Comp               | Pres               | Reti               | Comp        | Pres        | Reti        | Pres   | Reti   |        |
| ------------------- | ------------------- | ------------------- | ---------- | ---------- | --------------- | --------------- | --------------- | ------------------ | ------------------ | ------------------ | ----------- | ----------- | ----------- | ------ | ------ | ------ |
| 2013-2014           | Fénix               | PD                  | 12         | 2          |                 | -               | -               |                    | -                  | -                  |             | -           | -           | 12     | 2      |        |
| 2014-gen. 2015      | Fénix               | PD                  | 8          | 1          |                 | -               | -               |                    | -                  | -                  |             | -           | -           | 8      | 1      |        |
| Totale Fénix (M)    | Totale Fénix (M)    | Totale Fénix (M)    | 20         | 3          |                 | -               | -               |                    | -                  | -                  |             | -           | -           | 20     | 3      |        |
| gen.-giu. 2015      | Villarreal B        | SDB                 | 7          | 1          |                 | -               | -               |                    | -                  | -                  |             | -           | -           | 7      | 1      |        |
| 2015-2016           | Villarreal B        | SDB                 | 18         | 3          |                 | -               | -               |                    | -                  | -                  |             | -           | -           | 18     | 3      |        |
| 2016-2017           | Villarreal B        | SDB                 | 16         | 2          |                 | -               | -               |                    | -                  | -                  |             | -           | -           | 16     | 2      |        |
| 2017-gen. 2018      | Villarreal B        | SDB                 | 15         | 2          |                 | -               | -               |                    | -                  | -                  |             | -           | -           | 15     | 2      |        |
| Totale Villarreal B | Totale Villarreal B | Totale Villarreal B | 56         | 8          |                 | -               | -               |                    | -                  | -                  |             | -           | -           | 56     | 8      |        |
| gen.-giu. 2018      | Racing Santander    | SDB                 | 8          | 1          | CR              | 0               | 0               |                    | -                  | -                  |             | -           | -           | 8      | 1      |        |
| 2018                | Boston River        | PD                  | 4          | 0          |                 | -               | -               |                    | -                  | -                  |             | -           | -           | 4      | 0      |        |
| 2019                | Plaza Colonia       | PD                  | 24         | 3          |                 | -               | -               |                    | -                  | -                  |             | -           | -           | 24     | 3      |        |
| 2020                | Atenas              | SD                  | 7          | 0          |                 | -               | -               |                    | -                  | -                  |             | -           | -           | 7      | 0      |        |
| Totale carriera     | Totale carriera     | Totale carriera     | 119        | 15         |                 | 0               | 0               |                    | -                  | -                  |             | -           | -           | 119    | 15     |        |

## Palmarès

### Individuale
- Capocannoniere del Campionato sudamericano di calcio Under-17: 1

Argentina 2013 (8 reti)